# Across My World
「Across my world'」（アクロスマイワールド）は、knotlampの2枚目のシングルである。発売元は、Imperial Records。

## 解説
2011年にImperial Recordsでメジャーデビューして以来、初のシングルとなる。
NHK『銀河へキックオフ!!』オープニングテーマ。
アニメ『遊☆戯☆王5D's』の主題歌以来のタイアップシングルである。

## 収録曲
全曲 作詞・作曲：KEIT、編曲：knotlamp
CD
1. Across my world
  - NHKアニメ『銀河へキックオフ!!』オープニングテーマ。
2. Unbeaten path
3. Back to ZERO
4. 時の行方 -meets classic-